# 俄罗斯天然气工业石油公司
俄罗斯天然气工业石油公司（俄語：Газпром нефть）是俄罗斯最大的石油公司之一。2011年石油产量居俄罗斯的最大垂直一体化石油生产公司第五，在炼油方面的排第三名。
前身为1995年成立的西伯利亚石油公司（俄語：Сибнефть）。
俄罗斯天然气工业石油公司在2006年6月1日于圣彼得堡注册（之前注册在鄂木斯克）。2011年年底，该公司总部从莫斯科迁到圣彼得堡。目前，公司办公点设在商务中心的Quattro。